# Hohenstein (Ahorn)

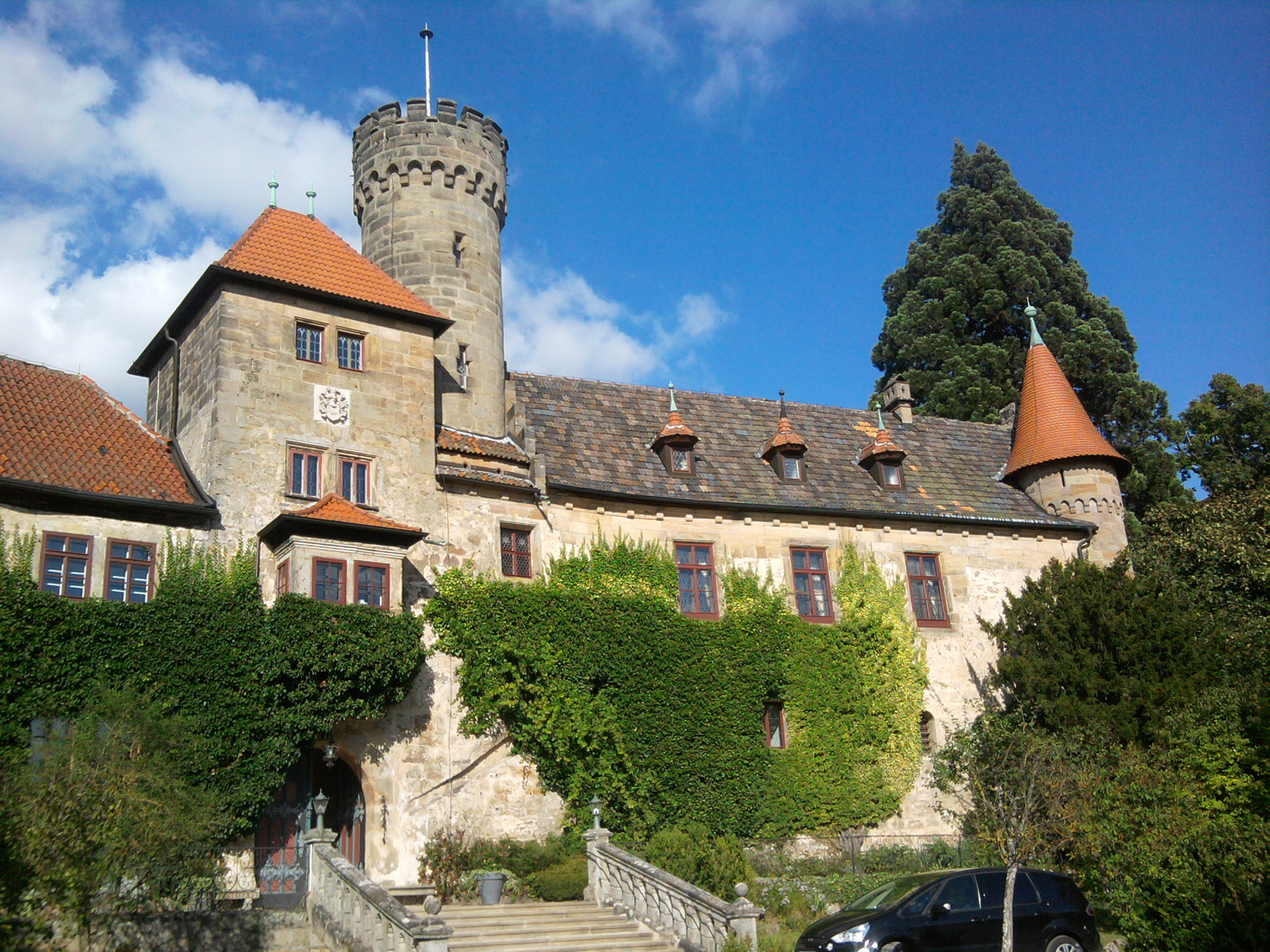
Schloss Hohenstein

Hohenstein ist ein Gemeindeteil von Ahorn im oberfränkischen Landkreis Coburg in Bayern.

## Geschichte
Im Jahr 1898 wurde Hohenstein in die Gemeinde Schafhof eingegliedert und kam 1971 mit Schafhof zur Gemeinde Ahorn.

## Sehenswürdigkeiten
- Schloss Hohenstein (Oberfranken)

Siehe auch: Liste der Baudenkmäler in Hohenstein (Ahorn)